# 貝爾托里奧冰川
貝爾托里奧冰川（英語：Bertoglio Glacier），是南極洲的冰川，位於維多利亞地的希拉里海岸，全長13公里，流經康韋山脈，美國地質調查局根據測量和該國海軍的空中照片繪入地圖，現時由南極條約體系管理。